# Bjørn Andor Drage

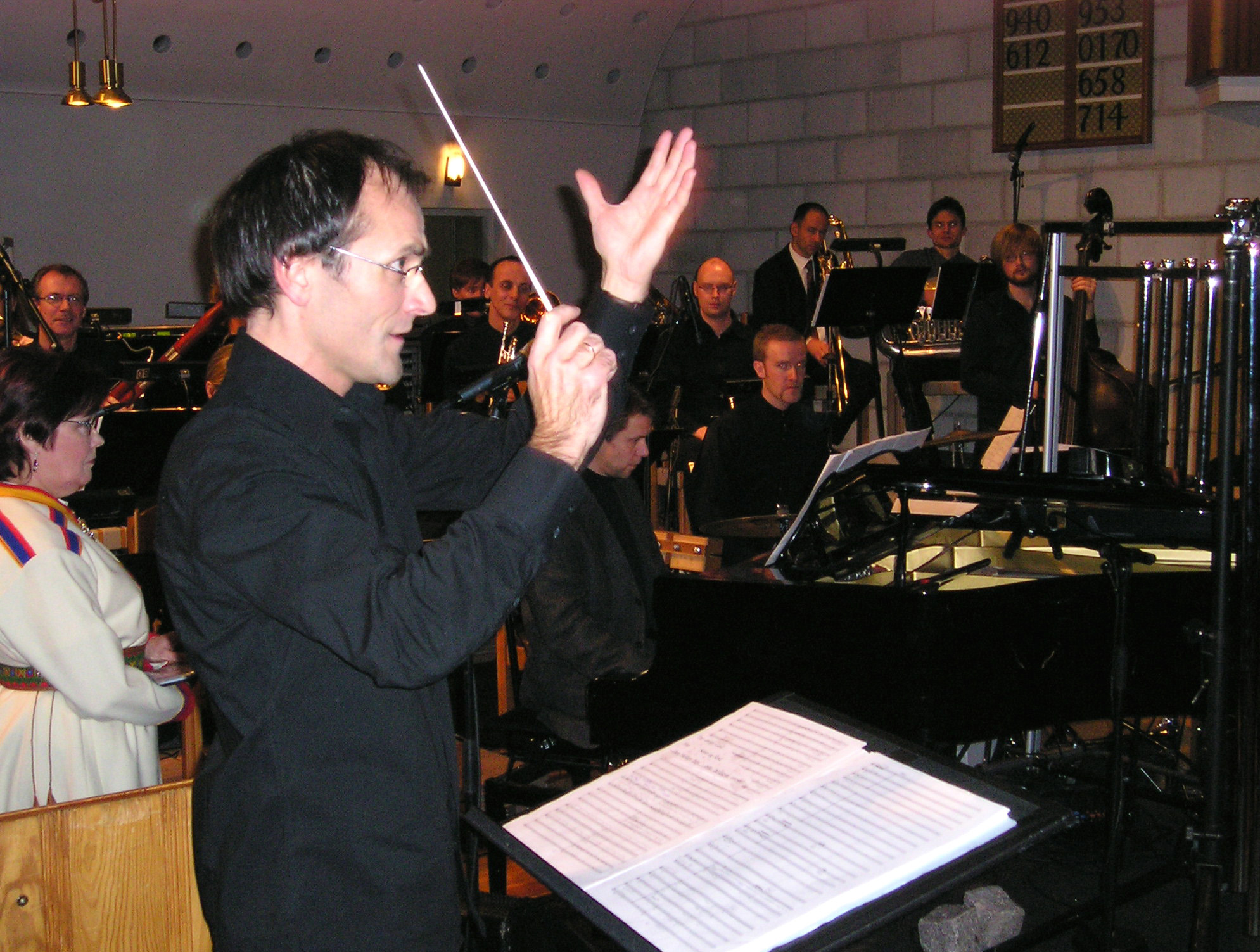
Bjørn Andor Drage

Bjørn Andor Drage (Saltdal, 1 juli 1959) is een Noorse componist en musicus (orgel). Hij studeerde in 1984 af aan de Norges Musikkhøgskole en debuteerde hetzelfde jaar in het Oslo Konserthus. Drage is verder vanaf 1985 lector in kerkmuziek bij het Trøndelag musikkonservatorium, domkantor te Bodø sinds 1989, dirigent en artistiek leider voor Bodø Sinfonietta, en gastdirigent bij het Tromsø Symfoniorkester en Vokal Nord. Drage is verder professor in orgel bij het Konservatorium te Tromsø, Universiteit van Tromsø en professor aan de Hogeschool te Bodø.  
Hij was ook een van de mensen achter het opstarten van het Noorse platenlabel Euridice in 1992. Drage heeft met diverse artiesten samengewerkt, zoals Ola Bremnes, Cikada, Kine Hellebust, Halvdan Sivertsen, Susanne Lundeng, Bodø Sinfonietta en anderen van Nordland. Het project Komponistmøte Nordkalotten (Componistenontmoeting op de Noordkalot) in 2002 was een samenwerking tussen hem en de drie componisten Bodvar Moe, Sigmund Lillebjerka en Knut Lamvik. 

## Werken en publicaties
- Edvard Grieg played on the Klais-Organ, Euridice, 1993
- Gamle Orgler i Nordland, Euridice, 1998
- Fridthjov Anderssen.  Orgelverker, Euridice, 2001
- Nordlandske Liebeslieder, werk in opdracht voor Con Brio, oerpremière te Bodø Kulturhus in 2001
- Heksemusikk, in opdracht van Helgeland Sinfonietta, onder meer uitgevoerd tijdens "Havmanndagene" in 2003, waar hij ook de componist van het festival was
- Underground "Black Talk" en "Sin Phonics" voor sinfonietta
- Dovro gosh, in opdracht van het Bergen Filharmoniske Orkester
- "L¨Etorneaux de Tristram" voor klarinet, viool, cello, klavier, in opdracht van "Nordland Musikkfestuke"

## Prijzen
- 1995: Nordlysprisen
- 2004: Trygve Hoffs Minnepris
- 2007: Nordland fylkes kulturpris

- Gemeinsame Normdatei: 1043182403
- International Standard Name Identifier: 0000 0000 3536 5262
- Library of Congress Control Number: n94049505
- MusicBrainz: c34c6ead-9de0-413d-b952-7b08ab8e395a
- Nationale Bibliotheek van Israël: 987011050414805171
- Virtual International Authority File: 28761277
- WorldCat: E39PBJbRgWTXphVRyCm36K4THC